# Сергеев, Виталий Владимирович
Вита́лий Влади́мирович Серге́ев (род. 18 ноября 1971 года) — российский учёный-теплотехник, член-корреспондент РАН (2016). Проректор Санкт-Петербургского «Политеха» (СПбПУ).

## Этапы карьеры
Родился в 1971 году.
В 2009 году — защитил докторскую диссертацию, тема: «Теплоэнергетические основы промышленной слоевой газификации растительной биомассы».
В январе 2016 года — присвоено почётное учёное звание профессора РАН.
В октябре 2016 года — избран членом-корреспондентом РАН по Отделению энергетики, машиностроения, механики и процессов управления.
С 2021 года занимает пост первого проректора СПбПУ, ранее (с 2016 г.) являлся проректором по научной работе.
В конце 2023 года вошёл в президиум новосозданного Санкт-Петербургского отделения РАН и стал там главным учёным секретарём.

## Научная деятельность
Специалист в области теплоэнергетики и теплотехники. 
Принимал непосредственное участие в выполнении ряда крупных проектов в рамках государственных программ и программ сотрудничества со странами СНГ. В их числе ФЦП «Исследования и разработки по приоритетным направлениям развития науки и техники гражданского назначения» (подпрограмма «Экологически чистая энергетика») и международный научный проект «Разработка водогрейного котла КВ-ГМ-125 с двусветными экранами и новыми конвективными пакетами труб на базе устаревших котлов ПТВМ-100 с размещением в той же ячейке и с привязкой к существующим технологическим трубопроводам, горелкам, газоходам и к несущему каркасу» (на базе Алматинского университета энергетики и связи, Казахстан).
Основные научные результаты:
- разработаны технологии и оборудование для энергетического использования низкосортного твёрдого топлива и переработки твёрдых органосодержащих отходов;
- исследованы слоевые термохимические газогенераторы для газификации растительной биомассы;
- созданы опытные и опытно-промышленные установки для газификации твёрдого топлива;
- разработаны методики расчёта и рекомендации по проектированию газогенераторных энергетических установок;
- выполнен расчётный анализ тепловых схем энергоблоков с газогенераторными модулями.

## Публикации
В. В. Сергеев — автор более 100 научных работ, из них 14 учебных пособий, 1 программы для ЭВМ. Суммарно, работы процитированы около 900 раз (данные РИНЦ на 2024 г.). Некоторые из публикаций, представленных в базе РИНЦ:
- Qaidi Sh., Al-Kamaki Ya., Hakeem I., Dulaimi A.F., Özkılıç Ya., Sabri M., Sergeev V. // Investigation of the physical-mechanical properties and durability of high-strength concrete with recycled pet as a partial replacement for fine aggregates // Frontiers in Materials, 2023, v. 10; DOI: 10.3389/fmats.2023.1101146.
- Anikina I.D., Sergeyev V.V., Amosov N.T., Luchko M.G. // Use of heat pumps in turbogenerator hydrogen cooling systems at thermal power plant // International Journal of Hydrogen Energy, 2017, v. 42, № 1, pp. 636—642.
- Арсеньев Д.Г., Малюгин В.И., Сергеев В.В., Стрелец К.И. // Подготовка кадров в области строительства атомных 
электростанций в Республике Вьетнам // Строительство уникальных зданий и сооружений, 2013, № 2 (7), стр. 21—28.
- Зысин Л.В., Сергеев В.В. // Нетрадиционные и возобновляемые источники энергии (уч. пособие) // Санкт-Петербург, 2008. Том «Возобновляемые источники энергии».
- Боровков В.М., Зысин Л.В., Сергеев В.В. // Итоги и научно-технические проблемы использования растительной биомассы и органосодержащих отходов в энергетике // Известия РАН. Энергетика, 2002, № 6, с. 13.

## Награды
- Медаль ордена «За заслуги перед Отечеством» II степени (15 февраля 2024 года) — за большой вклад в развитие отечественной науки, многолетнюю плодотворную деятельность и в связи с 300-летием со дня основания Российской академии наук[8]